# ناوشکن کلاس مسترال
دیسترویر کلاس مسترال (به انگلیسی: Maestrale-class destroyer) یک کلاس از کشتی است که طول آن ۱۰۶٫۷ متر (۳۵۰ فوت ۱ اینچ) می‌باشد.